# او (مجموعه تلویزیونی)
او (انگلیسی: She) مجموعه تلویزیونی اینترنتی جنایی هندی، تولید سال ۲۰۲۰ است که امتیاز علی و دیویا جوهری فیلم نامه آن را نوشته و ساخته‌اند. کارگردانی این مجموعه را عارف علی و آویناش داس بر عهده داشته‌اند و بازیگران اصلی آن آدیتی پوهانکار، ویجی وارما و کیشور هستند. این مجموعه اولین بار در روز ۲۰ مارس ۲۰۲۰ از نتفلیکس پخش گردید.